# Perisoreus canadensis
El arrendajo canadiense (Perisoreus canadensis) es una especie de ave paseriforme de la familia Corvidae propia de Norteamérica. Es un pájaro común de los bosques fríos norteamericanos, puede encontrarse en los bosques boreales desde el límite del bosque septentrional a los bosques subalpinos de las Montañas Rocosas, llegando por el sur hasta de Nuevo México y Arizona. Es uno de los tres miembros del género Perisoreus. Las tres especies almacenan alimentos y viven durante todo el año en los territorios permanente en los bosques de coníferas.

## Subespecies
- Perisoreus canadensis albescens.
- Perisoreus canadensis arcus.
- Perisoreus canadensis barbouri.
- Perisoreus canadensis bicolor.
- Perisoreus canadensis canadensis (Linnaeus, 1766).
- Perisoreus canadensis capitalis.
- Perisoreus canadensis griseus.
- Perisoreus canadensis nigricapillus.
- Perisoreus canadensis obscurus.
- Perisoreus canadensis pacificus.
- Perisoreus canadensis sanfordi.